# Во
 Тази статия е за кантона в Швейцария.  За града в Италия вижте Во'.  
Во (на френски: Vaud; на немски: Waadt, Ваат, на италиански: Vaud, Вауд) е кантон в Западна Швейцария. Столица е град Лозана. Населението е предимно френскоезично, а преобладаваща религия е калвинизмът.

## Име
Името Во идва от германското wald (гора). Най-старото споменаване на този топоним под формата Пaгуc Baлдензиc (Pagus Valdensis), което означава „Държава на Во“, се появява в акт за дарение на абатството Сен Морис от 8 октомври 765 година.

## География
Во заема територията от Ньошателското езеро на север, където граничи с кантона Ньошател, до Женевското езеро на юг, където граничи с кантона Женева, Франция и кантона Вале. На запад граничи с Франция, а на изток - с кантоните Фрибур и Берн. Во има един ексклав, ограден от Фрибург и езерото Ньошател, а от своя страна огражда два анклава на кантон Женева.

## История
В началото на XIII век територията на днешния кантон Во е включена във владенията на графовете на Савоя. В началото на XV век е завладяна от Берн, като през 1536 година областта е окончателно анексирана. Управлението на Берн не е популярно и през 1798 година френските войски са посрещнати с ентусиазъм. Образувана е Леманската република, която през 1803 година се включва в Швейцарската конфедерация като кантон Леман.
Кантонът Во е третият по големина производител на вино в Швейцария. Произвеждат се предимно бели вина, като повечето лозя са разположени около Женевското езеро.

## Външни прератки
- Официален сайт ((fr))
- Статистически данни

|  | Тази страница частично или изцяло представлява превод на страницата Vaud в Уикипедия на английски. Оригиналният текст, както и този превод, са защитени от Лиценза „Криейтив Комънс – Признание – Споделяне на споделеното“, а за съдържание, създадено преди юни 2009 година – от Лиценза за свободна документация на ГНУ. Прегледайте историята на редакциите на оригиналната страница, както и на преводната страница, за да видите списъка на съавторите. ВАЖНО: Този шаблон се отнася единствено до авторските права върху съдържанието на статията. Добавянето му не отменя изискването да се посочват конкретни източници на твърденията, които да бъдат благонадеждни. |